# Lottusse

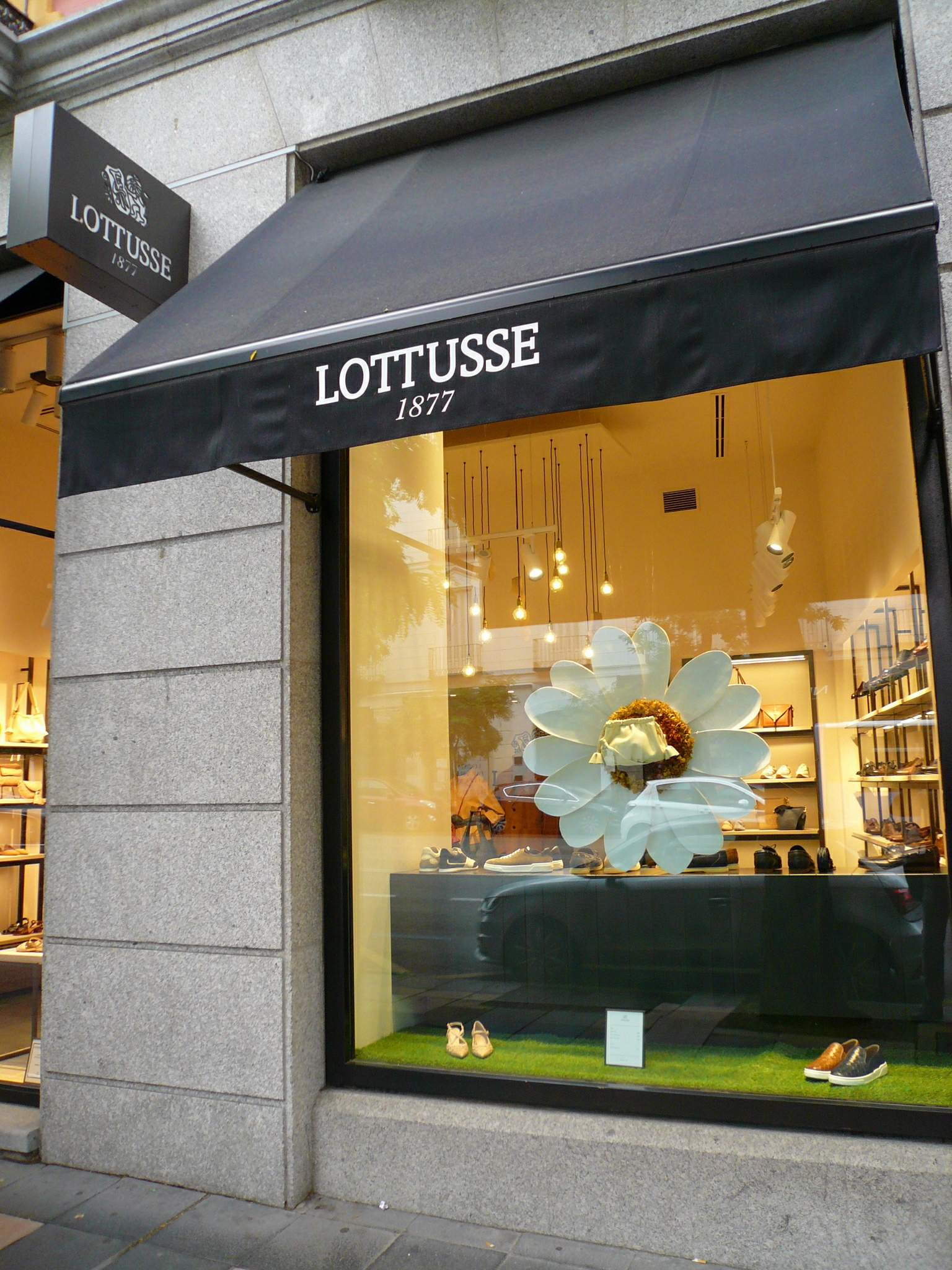
Zapatería Lottusse en la Calle de Goya de Madrid

Lottusse es una firma española de calzado, en la que también se elaboran prendas, complementos y accesorios en piel, propiedad de la familia Fluxà.
Original de Inca, Mallorca, fue fundada en el año 1877 por Antoni Fluxà Figuerola como taller de calzado artesanal. 
Actualmente Lottusse cuenta con una red de tiendas propias compuesta por puntos de venta repartidos por España, Singapur, Estados Unidos, Cancún, Europa, Asia y Oriente Medio.
Hoy Lottusse está presidida por Antonio Fluxà Rosselló, nieto del fundador. En el año 2012 se incorporó a la dirección, su hijo Juan Antonio Fluxà, quien representa a la cuarta generación de una familia de grandes empresarios mallorquines.
Lottusse es una firma española de calzado que se promociona en ferias del sector tales como MICAM, GDS, PITTI, y PREMIERE.
Se comercializa a través de sus distintas líneas de producto: Selection, Men’s Collection, Women’s Collection, 1877 Mediterranean Spirit y Evasión, a través de las cuales desarrolla productos para el hombre y la mujer.